# Manchete FM
Manchete FM foi uma rede de rádio brasileira pertencente a Família Bloch, que atuou entre 1978 e 1998. Com matriz no Rio de Janeiro, operou em vários formatos durante sua existência, sendo o gênero popular o mais bem-sucedido.

## História
A Manchete FM surgiu em 1978, com a estreia da 89,3 FM do Rio de Janeiro. Posteriormente, entraram no ar as emissoras homônimas em São Paulo, Brasília, Salvador e Recife.
Durante todo o período em que a rede esteve no ar, não existia um modelo centralizado de programação: cada emissora tinha sua grade própria, com locutores e músicas de acordo com a realidade regional. Nos anos 1980, enquanto a Manchete paulistana apostava na música pop com locução ágil, a Manchete carioca abria espaço para gêneros musicais como o funk. Esse modelo continuou mesmo após o advento das redes de rádio via satélite, no início dos anos 1990.
Em 1992, Hamilton Lucas de Oliveira passou a administrar as emissoras da Manchete FM como parte do acordo de venda da Rede Manchete de TV. As constantes greves, atrasos de pagamentos e o envolvimento da IBF no escândalo PC Farias levaram o presidente Itamar Franco a devolver o controle das emissoras de TV e rádio da Manchete a Adolpho Bloch, em 1993.
Nos anos 1990, as rádios do Grupo Bloch transitaram por vários formatos como reflexo da crise que afetava o conglomerado, indo do popular ao adulto-contemporâneo dependendo da praça. Em 1998, as emissoras foram arrendadas à Igreja Renascer em Cristo, que criou a partir daí a Rede Manchete Gospel de Rádio, que transmitia via satélite uma programação baseada na execução de músicas e conteúdo evangélico.
Com o fim da mídia eletrônica das empresas Bloch em 1999, as concessões das FMs foram repassadas para o grupo do ex-governador paulista Orestes Quércia, criando a rede de rádios NovaBrasil FM. A frequência paulistana da antiga Manchete FM, no entanto, permaneceu arrendada para a Igreja Renascer até 2002.